# Futbol a Lesotho
El futbol és l'esport més popular a Lesotho. És dirigit per l'Associació de Futbol de Lesotho.

## Competicions

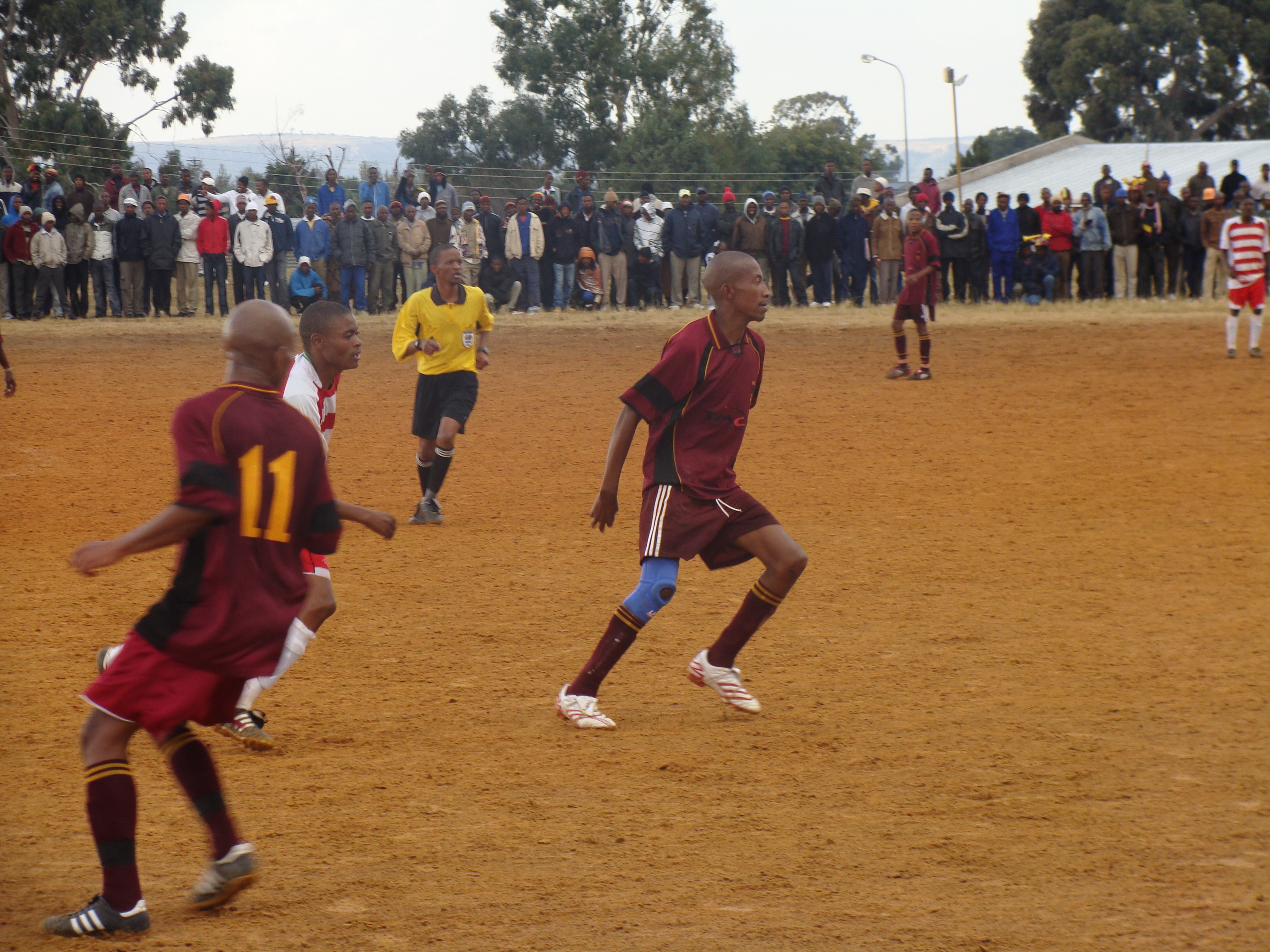
Partit de futbol a Lesotho.

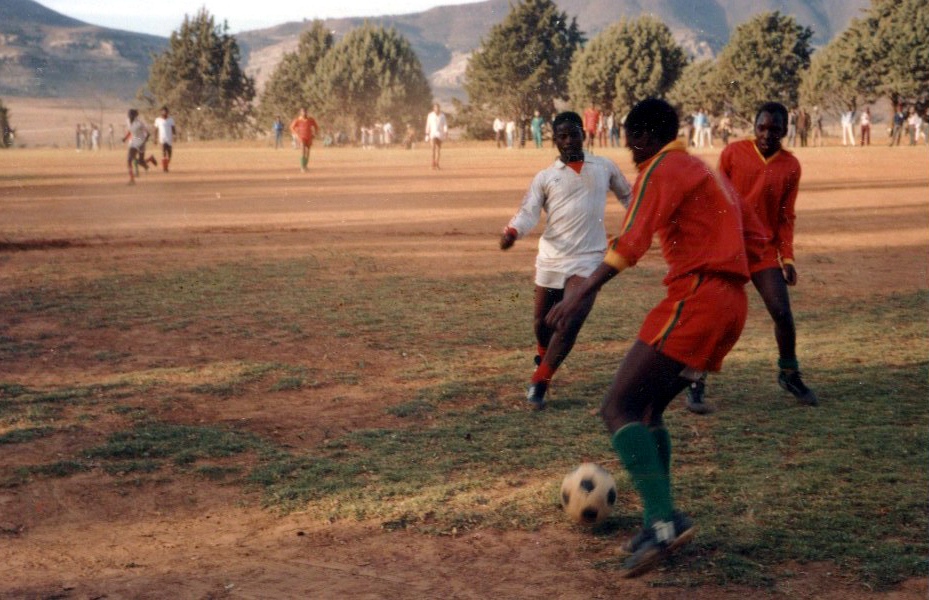
Partit de futbol a Lesotho.

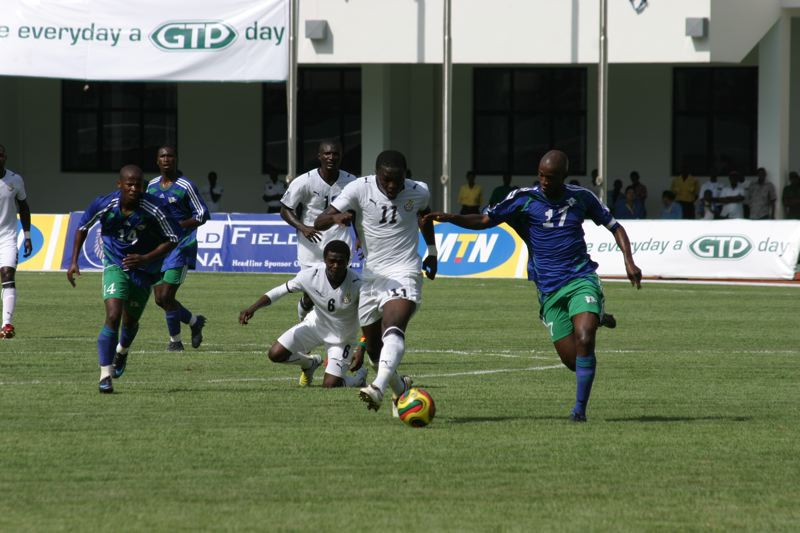
Lesotho vs Ghana, 8 juny 2008.

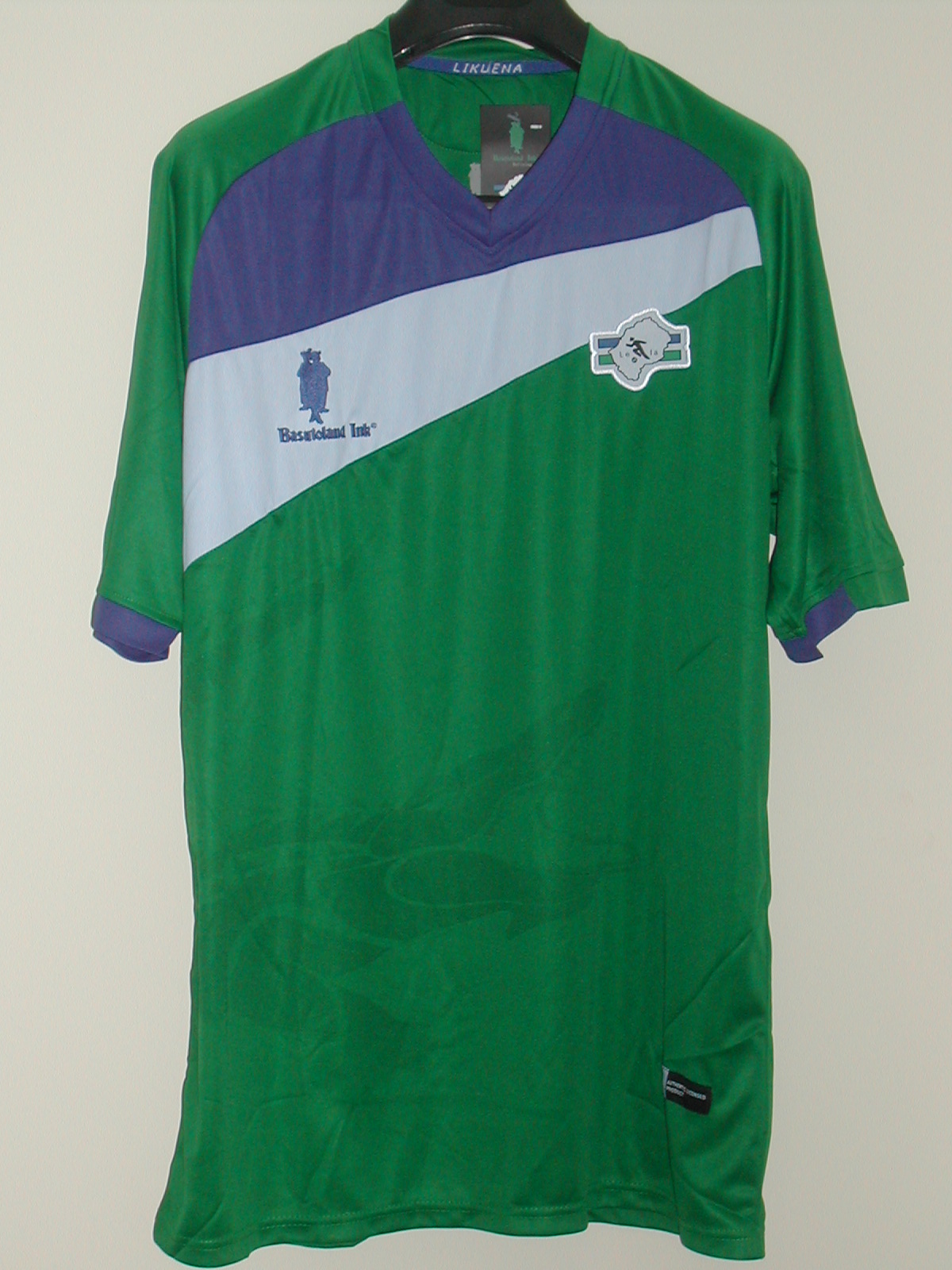
Samarreta de la selecció de Lesotho.

- Lligues:
  - Lesotho Premier League
- Copes:
  - Copa de Lesotho de futbol

## Principals clubs
Clubs amb més títols nacionals a 2021.
- Matlama FC
- Lesotho Defence Force FC
- Lioli FC
- Bantu FC
- Lesotho Correctional Services FC
- Arsenal FC Maseru
- Linare FC
- Maseru Brothers FC

## Principals estadis

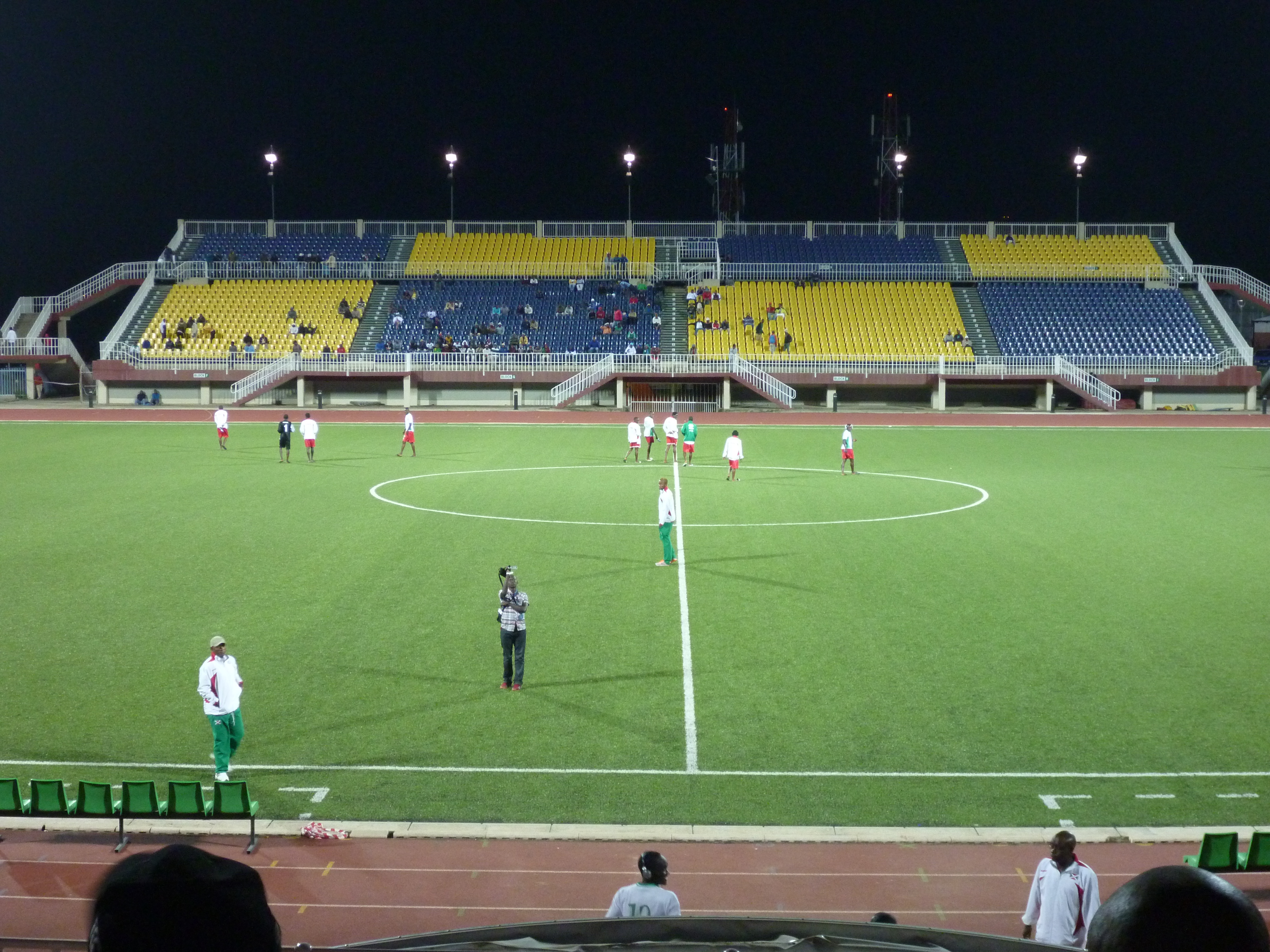
Estadi Setsoto.

| # | Estadi         | Capacitat | Ciutat |
| - | -------------- | --------- | ------ |
| 1 | Estadi Setsoto | 20.000    | Maseru |